# Molopopterus calitzi
Molopopterus calitzi är en insektsart som beskrevs av Pieter D. Theron 1978. Molopopterus calitzi ingår i släktet Molopopterus och familjen dvärgstritar. Inga underarter finns listade i Catalogue of Life.